# Atriplex glabriuscula
Atriplex glabriuscula — вид трав'янистих рослин родини амарантові (Amaranthaceae). Етимологія: лат. glaber — «безволосий, гладкий», лат. usculus — зменшувальний суфікс.

## Опис
Однорічна трава, однодомна, стелиться або розлога, або іноді прямостояча, розгалужена, (1)2–10 дм. Стебла зелені й смугасті, часто синьо-зелені, коли молоді, слабо ребристі, слабо покриті нальотом на голій поверхні. Листки: черешок 0.2–2.5(3.5) см; пластини повністю або дещо цілі або повністю трикутні або ланцето-списовиді, 5–100 × 3–80 мм, основи від різко до вузько клиноподібних, цільні або нерівномірно зубчасті. Квіти в пухких клубочках. Приквітки зелені, стають чорними або від червонувато- до жовто-коричневих, сидячі або на короткій ніжці, від яйцеподібно-трикутних до ромбічно-трикутних, 5–13 мм. Насіння диморфне: коричневе, завширшки 2.5–4 мм (часто єдине присутнє), або чорне, завширшки (1.2)1.5–2.9(3) мм. 2n = 18, 36. Запилення зазвичай викликається вітром, але можливо також комахами.

## Поширення
пн. Північна Америка (Канада, США), Європа (Велика Британія, Данія, Естонія, Фарерські острови, Фінляндія, Франція, Німеччина, Ірландія, Нідерланди, Іспанія, Ісландія, Латвія, Литва, Норвегія, Польща, Росія, Швеція). Населяє узбережжя й морські дамби, піщані й кам'янисті місця.

## Галерея

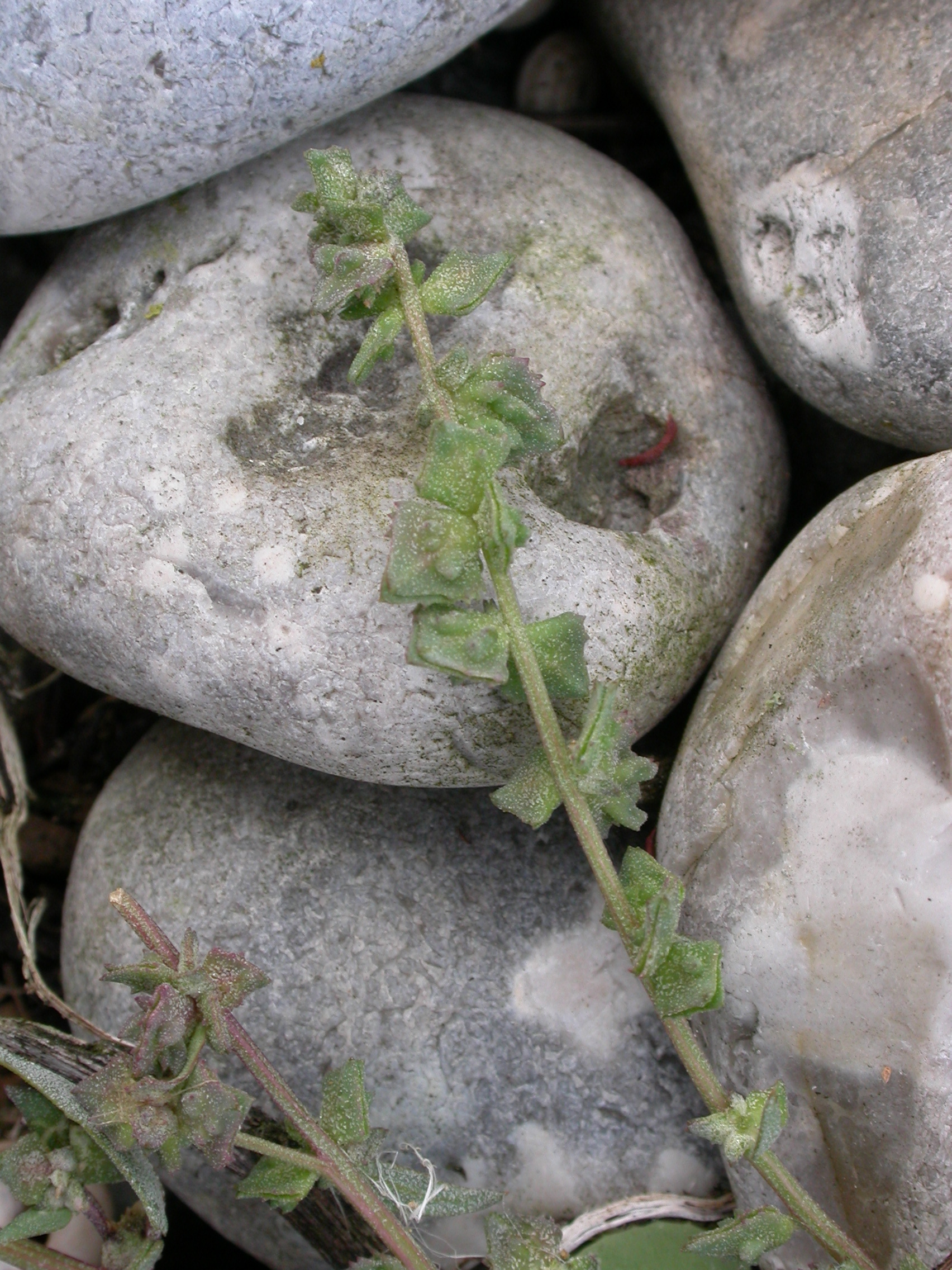